# If 4
If 4 (of IF4) is het vierde muziekalbum van de Britse band If; het is altijd onduidelijk geweest of de albums If of IF heetten. Het album is opgenomen in Memphis (Tennessee), Atlanta (Georgia) en Londen.

## Musici
- John Mealing – toetsen
- Jim Richardson – basgitaar
- Dick Morrissey – saxofoons en dwarsfluit, zang
- Dave Quincey – saxofoons en dwarsfluit
- Dennis Elliot – slagwerk
- J.W. Hodkinson – zang, percussie

## Composities
1. Sector 17 (Quincy)(10:45)
2. The light still shines (Quincy /T Humphries)(5:03)
3. You in your small corner (Quincy/Humphries)(3:40)
4. Waterfall (Morrissey/Britta Morrissey)(5:36)
5. Throw myself to the wind (Morrissey/Morrissey)(4:42)
6. Svenska Soma (J.Jansson-Smith)(7:13)